# Strutture superficiali di Mercurio
Segue un elenco delle liste delle strutture superficiali di Mercurio. La nomenclatura di Mercurio è regolata dall'Unione Astronomica Internazionale; le liste contengono solo formazioni esogeologiche ufficialmente riconosciute da tale istituzione.
Esistono inoltre delle formazioni che ricadono tre le albedo, la più generica delle categorie utilizzate dall'UAI. Si tratta di caratteristiche significative, ma per le quali vi è una significativa incertezza sulla loro reale natura fisica, oppure di nomi attribuiti nelle epoche storiche dell'osservazioni planetarie, prima che venissero adottate convenzioni di denominazione, e successivamente entrati nell'uso comune a tal punto da renderne impossibile una modifica.
- Apollonia
- Aurora
- Australia
- Borea
- Caduceata
- Cyllene
- Gallia
- Heliocaminus
- Hesperis
- Liguria
- Pentas
- Phaethontias
- Pieria
- Pleias
- Solitudo Admetei
- Solitudo Alarum
- Solitudo Aphrodites
- Solitudo Argiphontae
- Solitudo Atlantis
- Solitudo Criophori
- Solitudo Helii
- Solitudo Hermae
- Solitudo Horarum
- Solitudo Iovis
- Solitudo Lycaonis
- Solitudo Maiae
- Solitudo Martis
- Solitudo Neptuni
- Solitudo Persephones
- Solitudo Phoenicis
- Solitudo Promethei
- Tricrena